# Sapromyza riparia
Sapromyza riparia är en tvåvingeart som beskrevs av Malloch 1927. Sapromyza riparia ingår i släktet Sapromyza och familjen lövflugor. Inga underarter finns listade i Catalogue of Life.